# إن إيه-10 (شانجله)
إم إيه-10 هي دائرة انتخابية للمجلس الوطني في باكستان. وهي تضم مقاطعة شانجله. كانت تعرف سابقا باسم إم إيه-31 (شانجله) من 1977 إلى 2018. وفي عام 2002 تم تغيير اسمها إلى إم إيه-10 بعد ترسيم الحدود في عام 2018.

## وصلات خارجية
- نتيجة الانتخابات الموقع الرسمي